# Joe Morrell
Joseff John Morrell, född 3 januari 1997, är en walesisk fotbollsspelare som spelar för Luton Town.

## Klubbkarriär
Den 15 oktober 2020 värvades Morrell av Championship-klubben Luton Town.

## Landslagskarriär
Morrell debuterade för Wales landslag den 9 september 2019 i en 1–0-vinst över Belarus.